# گمینا یارچوو
گمینا یارچوو (به لهستانی:  Gmina Jarczów) یک گمینا در لهستان است که در شهرستان توماشوف لوبلسکی واقع شده‌است. گمینا یارچوو ۱۰۷٫۵ کیلومتر مربع مساحت و ۳٬۶۴۲ نفر جمعیت دارد.